# Pascal Cribier
Pour les articles homonymes, voir Cribier.
Pascal Cribier, né le 21 septembre 1953 à Louviers (France) et mort le 4 novembre 2015 à Paris 6e, est un architecte paysagiste français.
Avec près de cent-quatre-vingts jardins publics ou privés dessinés en trente années de carrière, Pascal Cribier illustre aux côtés de Patrick Blanc, Louis Benech et Gilles Clément une génération de jardiniers à la fois héritiers d'André Le Nôtre par l'esprit, le sens de l'espace, et révolutionnaires par les techniques écopaysagères employées.

## Biographie

### Les quatre cents coups (1953-1973)
Né en Normandie, fils d'un cadre administratif, Pascal Cribier vit à Paris une enfance indisciplinée et joyeuse avec ses deux frères dans un deux pièces de la Porte de Vincennes. Dès l'âge de dix ans, il se passionne pour la Renault 8 Gordini et les courses automobiles de Montlhéry.
Il quitte le lycée Voltaire à l'âge de quatorze ans pour travailler dans un studio de photographies publicitaires. Un physique avantageux lui permet de gagner sa vie en posant pour les magazines. À seize ans, il a les moyens de s'acheter un kart et, sans avoir le permis, participe à des compétitions. Inscrit dans un lycée technique d'Argenteuil, l'École nationale des professions de l'automobile GARAC, il est renvoyé de celui-ci.
Sans baccalauréat, il fréquente dans l'heureuse confusion de l'après-Mai 68 l'université de Vincennes et dessine frénétiquement voitures et circuits de course. En 1971, tout en devenant un adepte de la plongée sous-marine, il intègre pour trois années l'équipe de France de kart. En 1972, il présente ses dessins à l'École nationale supérieure des beaux-arts et est admis dans une section d'arts plastiques.
Cette même année 1972, un ami d'ami, Éric Choquet, acquiert huit hectares dominant une falaise du pays de Caux, à Varengeville. En suivant les conseils de Robert Morel, un ami originaire du lieu, Pascal Cribier, qui a vingt ans, entame le travail titanesque d'aménager le site, le Bois de Morville. Les trois hommes, durant leurs weekends, inventeront pour ce terrain impossible une série de jardins paysagers, aussi surprenants que la main de l'homme paraît absente.

### Architecte paysagiste (1974-1989)
Dès 1974, Pascal Cribier se tourne vers l'architecture et l'urbanisme et est admis en troisième année d'architecture de l'Université Paris-VI, où l'attire un enseignement politiquement orienté à gauche. C'est là qu'il se lie avec un autre étudiant, le futur urbaniste Patrick Ecoutin. Il décroche le diplôme DPLG en 1978. Toujours impliqué dans son projet varengevillois, il travaille pendant deux années au bureau d'études d'un pépiniériste de Nemours et, en 1980, s'établit comme architecte paysagiste indépendant.
Reçu dans une société de millionnaires, il trouve ses chantiers, souvent à l'étranger, par relation, guidé par les affinités personnelles, sans créer d'entreprise, montant des équipes de spécialistes en fonction des besoins. Il les réalise en accordant autant sinon plus d'écoute aux attentes du client que de soin aux effets optiques (perspectives, évolution des couleurs...). Pour Pascal Cribier, qui aime à se définir avant tout comme jardinier, créer un jardin c'est d’abord rencontrer un commanditaire, public ou privé, et un site : un jardin n’est ni un pastiche, ni un décor, c’est un lieu où les questions économiques, de maintenance et d’entretien, l’emportent sur les aspects formels et esthétiques.

### La reconnaissance (1990-2015)
En 1990, il accède à la notoriété en travaillant aux côtés de Louis Benech à la réhabilitation du jardin des Tuileries dessiné par André Le Nôtre, chantier qui durera six années. Il est invité à donner des conférences, y compris à l'université, à partir de 1993. En 1995, il entame une collaboration de vingt ans avec le futur directeur du musée Picasso, Laurent Le Bon.
Tout en continuant son travail de « jardinier », il enseigne depuis 1994 à l’École nationale supérieure des arts décoratifs et à l’École nationale supérieure du paysage de Versailles. Ami du dendrologue Francis Hallé, il fonde en 2012 les Rencontres botaniques de Varengeville-sur-Mer, symposium annuel réunissant botanistes et jardiniers, scientifiques et artistes.
Âgé de soixante deux ans mais physiquement diminué, il met fin à ses jours dans son appartement du jardin du Luxembourg dans la nuit du mardi 3 au mercredi 4 novembre 2015 en se tirant une balle avec un fusil de chasse après avoir fait ses adieux à ses amis.

## Œuvre
Principales réalisations

### Jardins de bâtiments publics
- 1989 : avec le paysagiste et urbaniste Patrick Ecoutin, jardin du donjon de Vez dans l'Oise.
- 1989 : patio de l’Opéra Bastille à Paris.
- Jardin de l'Ircam à Paris.
- 1992 : aménagement d'un parc public pour le fort d'Aubervilliers.
- 1994 : Réaménagement de l'Ecole nationale supérieure des arts décoratifs, rue d'Ulm à Paris.
- 2009 : Hôpital Necker.
- 2010 : Centre Pompidou-Metz.
- 2014 : aménagement du centre de recherche et de développement d'EDF à Saclay.
- 2014 : création du jardin de l'ENS Paris-Saclay - Réalisation par Anne-Sophie Verriest, Après la Pluie[8]

### Parcs publics ou privés
- 1990-1996 : aménagement du bosquet des voyelles dans le cadre de la restructuration du jardin des Tuileries menée par le paysagiste Louis Benech, l'architecte François Roubaud, l'historienne de l'art Monique Mosser et le sculpteur Giuseppe Penone.
- 1996-2000 : création des jardins et du parc de (200 ha privés) de Woolton House (en) à Newbury dans le Hampshire.
- 1997-2000 : aménagement du parc et jardin expérimental de Méry-sur-Oise avec le botaniste Patrick Blanc.
- Square Bérerd et Parc des Hauteurs à Lyon.
- 2013 : parc du faubourg d'Arras à Lille.
- 2015 : parc aux Angéliques à Bordeaux.

### Urbanisme
- 1994 : aménagement de l'entrée de la ville d'Évry sur l'autoroute A6.
- Parking de la gare RER de Lieusaint-Moissy-Cramayel.
- Aménagement d'espaces publics à Rochefort-en-Yvelines.
- 1998 : aménagement d'espaces publics à Bonnelles.
- 2003 : étude urbaine pour le quartier de la gare de Bristol et de la rivière Avon.
- 2007 : lauréat pour le projet du nouveau quartier de Lille-Five.

### Reconversions
- 2000-2002 : requalification de la zone industrielle Mi-Plaine à Chassieu et du couloir de la chimie à Feyzin.
- Requalification de la zone industrielle Lyon la Mouche.

### Écologie paysagère
- 1982 : avec le paysagiste et urbaniste Patrick Ecoutin, études paysagères et architecturales du Pays de Caux, réalisation d'un lagunage des eaux usées dans le village d'Ermenouville.
- 1982 : avec Patrick Ecoutin et le paysagiste Robert Morel, aménagement du parc d'une exploitation forestière à Limesy.
- 2001-2002 : élaboration de buttes pour lutter contre l'érosion du vent au haras de la Cense (36 000 ha) à Dillon dans le Montana.
- 2001-2002 : réhabilitation du motu Tane, îlot privé frangeant l'île de Bora Bora qu'habita Paul-Émile Victor.
- 2012 : stockage-destockage au Centre international pour la ville, l'architecture et le paysage (CIVA) de Bruxelles.

### Jardins privés
- Jardin laboratoire de Pascal Cribier sur la Côte normande.
- 1988 : potager du manoir de la Coquetterie à Limesy (76). Commanditaire : Anne-Marie de Bagneux.
- Holavre, île du Morbihan.
- 2004 : jardin privé à Mougins.
- 2008 : jardin botanique au Cap d'Antibes.
- Avec Louis Benech, jardin de Pierre Bergé, rue Bonaparte.

### Projets interrompus
- 2003 : avec le paysagiste et urbaniste Patrick Ecoutin et les architectes Patrick Bouchain et Loic Julienne, concours pour la transformation du site de la cour du Maroc à Paris.
- 2004 : création d'une île artificielle et du jardin des énergies sur le lac de la centrale nucléaire de Cattenom, projet lauréat du concours.

### Expositions
- « Pascal Cribier, les racines ont des feuilles… », espace Électra, Paris, du 15 mai au 28 septembre 2008 ; espace EDF Basacle, Toulouse, de janvier à septembre 2009

## Citations
- « Ce ne sont pas les paysagistes qui font le paysage, c'est l'économie, la politique, les décisions administratives[9]. »
- « Nous ne voyons que la moitié d'un arbre[10]. »

### Revue de presse
- House & Garden (en), no 7, p. 161, Condé Nast, New York, juillet 1989.
- Casabella, no 660, p. 62, Mondadori, Segrate, octobre 1998.
- M. Ecoiffier, « Les arbres seront-ils replantés le long des routes ? », in Libération, Paris, 4 janvier 2000.
- « Pascal Cribier, jardinier et paysagiste du patrimoine. », in Le Monde, Paris, 12 février 2003.
- C. Séron-Pierre, « Pascal Cribier : paysagiste mais jardinier », in Le Moniteur architecture AMC, no 132, p. 46-51, Moniteur, Paris, mars 2003.

### Vidéos
- P. Cribier, in Laure Adler, Le cercle de minuit, France 2, Paris, 28 juin 1995.
- P. Cribier & P. Ecoutin, Paysages, Ville de Paris, Paris, 4 juin 2008.
- P. Cribier, in F. Mauro & M. Corbou, Les jardins font la ville, Arte France & Agat Films & Cie - Ex Nihilo, Issy-les-Moulineaux, 2010, 52 min.
- O. Dassonville, Pascal Cribier, l'entrevue., École de Chaillot, Paris, 2011.
- P. Cribier, in Fables du paysage flamand : visite guidée avec le paysagiste Pascal Cribier., Télérama, Lille, décembre 2013.